# مساهم
المساهم (بالإنجليزية: Stockholder)‏ أو (بالإنجليزية: Shareholder)‏ هو الشخص أو الشركة (أو شركة مساهمة) الذين يمتلكون نصيب أو عدة نصابات من رأس مال الشركة المساهمة (بالإنجليزية: Joint Stock Company)‏. أو هو الشخص أو الشركة الذين ساهموا في رأس مال الشركة، أو حصلوا على أسهم في الشركة المساهمة بالطرق المعترف بها قانونا. ومجموع المساهمين هم الذين يمتلكون الشركة أوهم أعضاء الشركة الذين قاموا بتوقيع مذكرة المشاركة (بالإنجليزية: Memorandum of Association)‏. ويكون هدف الشركة المساهمة هو رفع قيمة المساهمة.
ويتمتع المساهم بميزات خاصة تعتمد على موع السهم الذي يحمله. ومن تلك الحقوق :
- حق التصويت عند اختيار مجلس إدارة الشركة. وفي العادة يكون لكل مساهم صوتا عن كل سهم، وفي بعض الأحيان لا يكون له هذا الحق تبعا لنوع السهم الذي يمتلكه،
- حق التصويت في قرارات المساهمين،
- حق المشاركة في حصص الأرباح،
- حق شراء أسهم جديدة للشركة،
- يكون له نصيب في ممتلكات وموجودات الشركة عند إشهارها الإفلاس.

## اقرأ أيضا
- سهم (اقتصاد)
- حصة أرباح
- تخصيص الأموال
- حجم الأعمال (اقتصاد)